# Organic Comix
 (août 2016).
Organic Comix est un collectif (fondé en 1989 par Reed Man et Ivan Brun) qui regroupe des auteurs de BD, produisant des publications comme Reptile, un Comix à sang froid, puis Strange. 

## Activités éditoriales
- Reptile (revue en 4 numéros)
- Ultrasaurus (album relié des 4 numéros de la revue Reptile)
- The Pact (revue en 2 numéros - la fin de cette série est parue dans la revue Strange Hors Série 3bis)
- Exobiologie (1 numéro)
- The Atomics (version française du comic-book éponyme de Mike Allred, revue en 4 numéros)
- Strange (nouvelle version du magazine comics le plus mythique, toujours en cours de parution. 7 numéros parus, plus deux HS et un numéro 0 réservé aux abonnés)
- Superbarrios (reproduction de strips issus des performances BD d'Organic Comix)
- Fantask Force (reprise en un album des épisodes de Fantask Force parus à l'origine chez Semic dans les revues Fantask et Spécial Zembla)
- Mikros (nouveaux épisodes réalisés par Jean-Yves Mitton et Reed Man)
- Megasauria (reprise en album grand format de la série Megasauria publiée dans Strange, par Jean Depelley et Jean-Marie Arnon) (sortie en mai 2009)
- Stan Lee's Alexa (édition intégrale en VF de l'adaptation BD des romans Riftworld de Stan Lee, par Steve Roman, Chris Malgrain et Dave Gibbons, sortie prévue au deuxième semestre 2009)
- ShieldMaster  (reprise en album grand format de la série de Jim Simon avec Jean Depelley, Reed Man et Chris Compin publiée dans Strange)
- Futura (nouvelle version du magazine comic comme Strange, il publie des bandes dessinées françaises et américaines, mais cette fois aussi des super-héros de L'âge d'or des comics qui sont dans le domaine public via règle du terme le plus court.)
- Étranges Aventures (semblable à Futura, avec une touche d'originalité, de nouvelles histoires de super-héros dans le domaine public par des auteurs français.)
- Spécial Strange (nouvelle version du magazine,  publie  Phantom Force de Jack Kirby, The Mighty Titan de Joe Martino et Luca Cicchitti, Mikros de Jean-Yves Mitton, The Orb de Thierry Lancelot et Chris Orpiano)

## Performances BD
Outre la production de comics underground, Organic est spécialisé dans la réalisation de fresques BD en Live. En 1990 commencent les Performances BD, des bandes dessinées géantes (10m x2m) réalisées en direct à l'occasion de concerts, festivals, salons, expositions, conférences... Ainsi, plus de 340 strips géants se succèdent avec de nombreux participants, de Jakarta en Indonésie, aux rues de Pologne et d'Irlande, en passant par le Musée d'Art Contemporain à Lyon.
Les performances BD s’adaptent volontiers à la plupart des thèmes,
diurnes, ou nocturnes, intérieur ou extérieur, tout est permis. 
Les histoires en quelques cases relèvent de la performance,
mais dans leur brièveté font souvent preuve d’efficacité. L’installation et le démontage sont rapides.
La BD réalisée au pinceau et à l’acrylique sur papier dessin est
un événement éphémère qui peut se prolonger en exposition.